# صباح الناصر الصباح
الشيخ صباح الناصر المبارك الصباح (1903 - 1957) ، محافظ سابق لمحافظة العاصمة في الكويت ، وهو الابن الأكبر للشيخ ناصر المبارك الصباح ، عينه الشيخ عبد الله السالم الصباح محافظًا للعاصمة ، وهو أول محافظ لها.

## حياته الأسرية
تزوج من عائشة السالم المبارك الصباح، ولديه منها:
- الشيخ ناصر
- الشيخة منيرة
- الشيخ مبارك
- الشيخ سالم
- الشيخ علي
- الشيخة شيخة

وكذلك تزوج من سارة بنت حمد العجران
وأنجبت له:
- الشيخ عبد الله
- الشيخ فهد.